# Gottfried I. von Villehardouin

Wappen des Fürstentums Achaia

Gottfried I. von Villehardouin († 1228) war Fürst von Achaia von 1209 bis 1228. Er war der Neffe des Historikers Gottfried von Villehardouin, ein Ritter und Kreuzfahrer. Gottfried ging nach Palästina und half 1205 Wilhelm I. von Champlitte die Morea zu erobern. Nach dessen Tod wurde er Herrscher des Fürstentums Achaia. 
Gottfried stammte wie sein Onkel Gottfried von Villehardouin aus der Champagne. Während die anderen Kreuzfahrer des Vierten Kreuzzugs von ihrem eigentlichen Ziel Jerusalem abwichen, um Konstantinopel zu erobern, ging Gottfried nach Palästina. Auf seinem Rückweg lief sein Schiff 1204 in den Hafen von Modon in der Morea (Peloponnes) ein. Er half Bonifatius I. von Montferrat und Wilhelm I. von Champlitte die Morea zu erobern.
Sie überwanden im Frühjahr 1205 den einzigen ernsthaften Widerstand, den die byzantinische Armee – wahrscheinlich unter dem Befehl von Michael I. Komnenos Dukas – in der Schlacht im Olivenhain von Kunduros leistete, und besetzten den größten Teil der Morea. Für seine Dienste gab Wilhelm ihm Koroni und Kalamata. Als Wilhelm 1209 nach Frankreich reiste, trat Gottfried an die Stelle von Wilhelms Stellvertreter, seinem Neffe Hugo von Champlitte, und wurde Fürst von Achaia. Er besiegte den byzantinischen Gouverneur Leon Sgouros in Argos und Nafplion und eroberte 1212 die gesamte Morea. Mit seiner den orthodoxen Einwohnern der Morea gegenüber toleranten Politik gewann er deren Unterstützung. Er starb 1228. Sein Sohn Gottfried II. von Villehardouin wurde sein Nachfolger.